# John Schneider

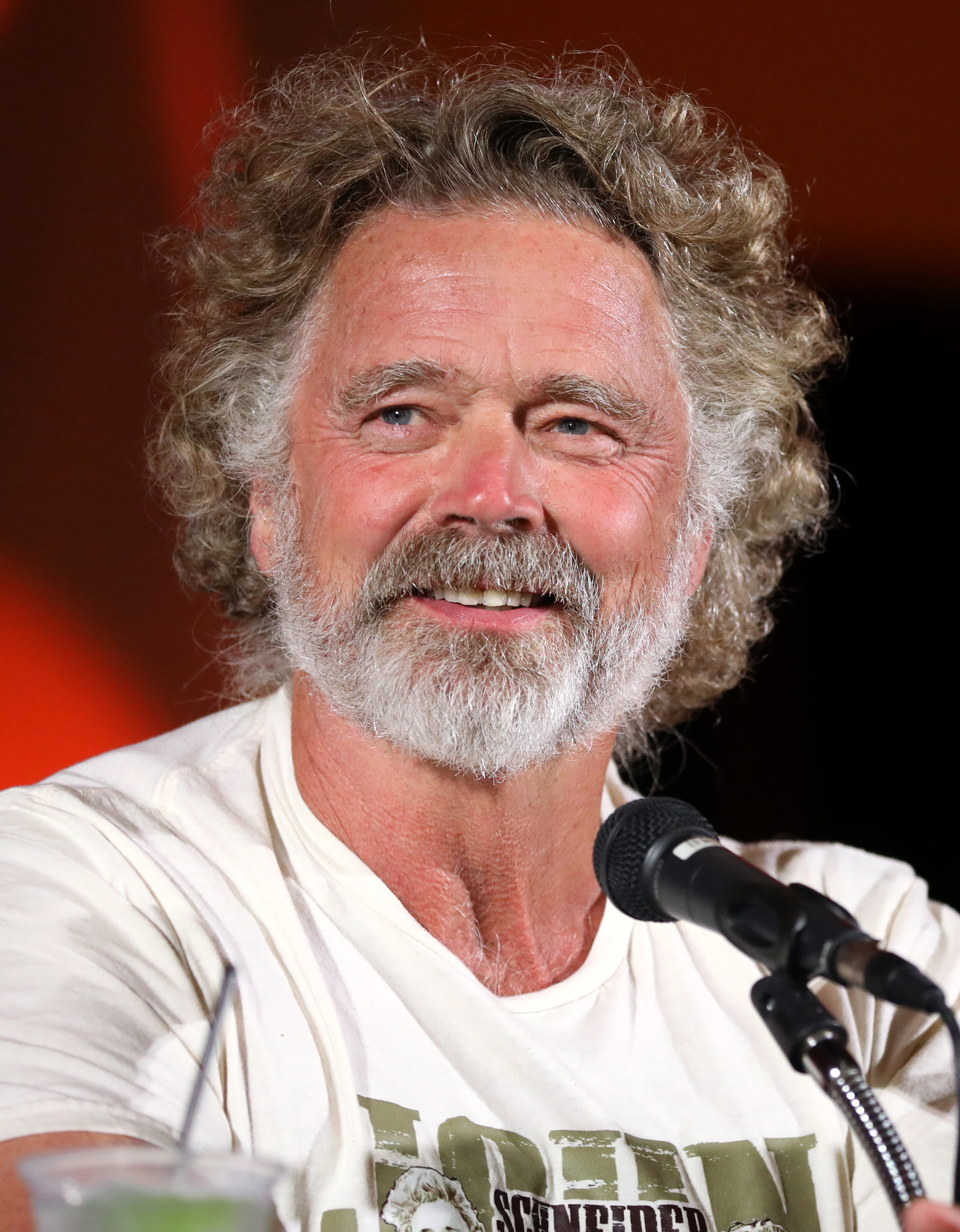
John Schneider, 2024

John Richard Schneider (* 8. April 1960 in Mount Kisco, New York) ist ein US-amerikanischer Schauspieler, Produzent, Regisseur und Sänger. Die Rolle des Bo Duke in der Serie Ein Duke kommt selten allein machte ihn international bekannt. Als Sänger gelangen ihm mit I’ve Been Around Enough to Know (1984), Country Girls (1985), What’s a Memory Like You und You’re the Last Thing I Needed Tonight (beide 1986) vier Nummer-eins-Erfolge in den Country-Charts.

## Leben
John Schneider war ab 1977 in über 150 Filmen und Fernsehserien zu sehen. Die Rolle des Bo Duke in der Serie Ein Duke kommt selten allein verschaffte ihm 1979 den Durchbruch. 1983 spielte er neben Kirk Douglas einen flüchtigen Strafgefangenen in Kopfjagd, einem Actionfilm vom Regisseur Jeff Kanew. Im Film Cannonball Fieber – Auf dem Highway geht’s erst richtig los, der Fortsetzung von Auf dem Highway ist wieder die Hölle los (1984), sah man Schneider 1989 neben John Candy, Alyssa Milano und Eugene Levy. Sein Debüt als Regisseur hatte Schneider bei einer Folge von Ein Duke kommt selten allein im Jahr 1985, für die er auch das Drehbuch schrieb.

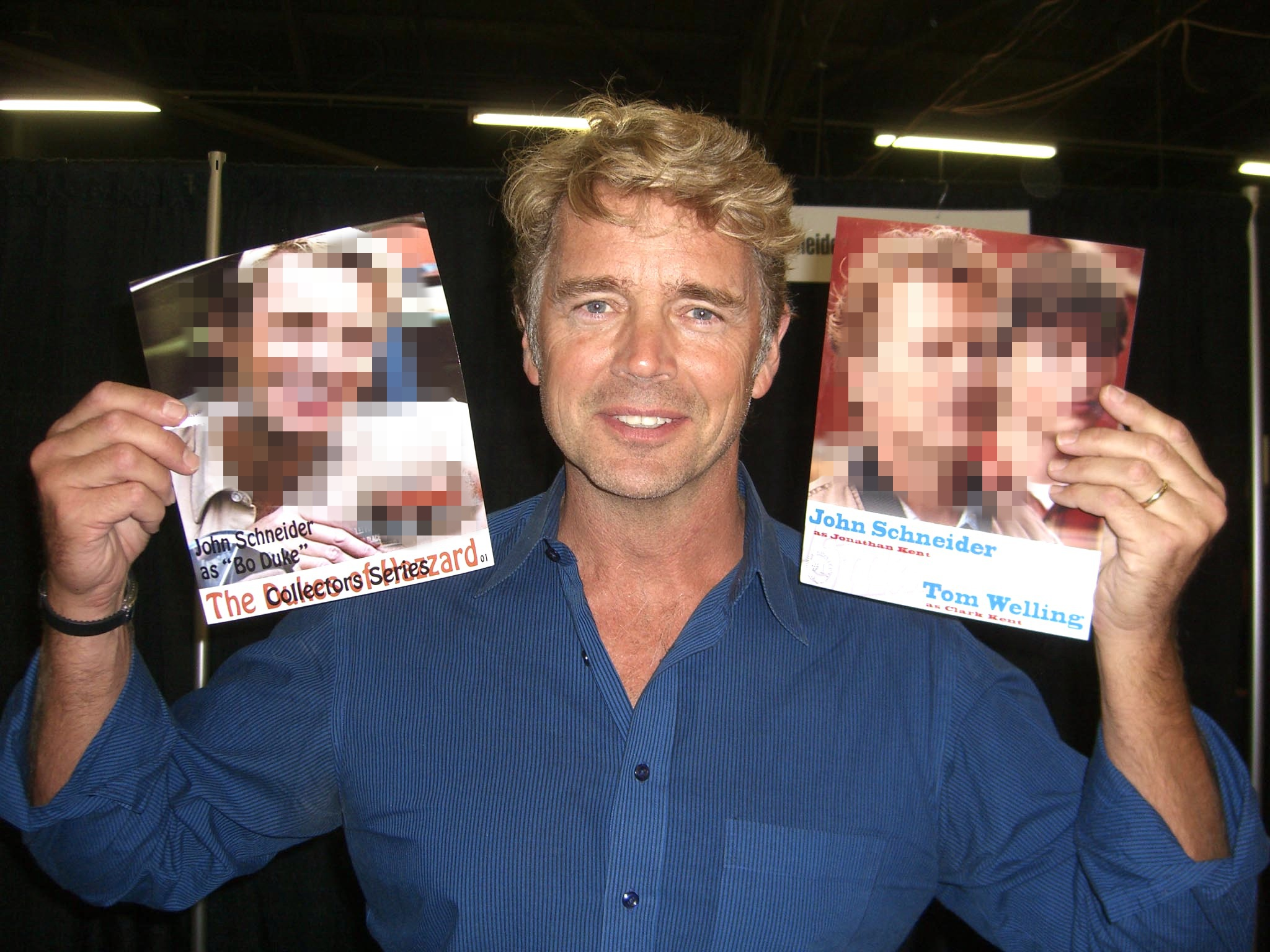
John Schneider, 2009

In Undercover Cops (1994) von Garry Marshall spielte Schneider einen Professor neben Dan Aykroyd und Hector Elizondo. Zudem hatte der gefragte Seriendarsteller einige Auftritte in der Serie Dr. Quinn – Ärztin aus Leidenschaft. Im Jahr 1996 spielte er eine Hauptrolle in Twisters – Die Nacht der Wirbelstürme und im Jahr 2000 sah man Schneider mit Pam Grier und Chevy Chase im Filmkomödie Schneefrei. Für die Familienkomödie Collier & Co. schrieb Schneider 2006 das Drehbuch, führte Regie und stand als Darsteller neben Rex Smith vor der Kamera. In der Serie Smallville spielte er als Jonathan Kent den Adoptivvater des jungen Superman in 103 Folgen und führte bei einer Folge Regie. Von 2008 bis 2009 war er in 15 Folgen als Dr. Marshall Bowman in The Secret Life of the American Teenager zu sehen. Von 2013 bis 2021 spielte er außerdem in der Serie The Haves and the Have Nots.
In den 1980er Jahren machte er dank seines Erfolgs mit Ein Duke kommt selten allein außerdem als Country-Sänger Karriere. Zunächst stand er bei dem Label Scotti Brothers unter Vertrag und hatte mit einem Cover von It’s Now or Never auf Anhieb einen Top-10-Erfolg in den Country-Charts, der auch die Top 15 der Pop-Charts erreichte. Nach etlichen kleineren Erfolgen konnte er erst nach einem Wechsel zu MCA an diesen ersten Hit anknüpfen. Von 1984 bis 1987 hatte er eine durchgehende Reihe von Top-10-Hits, von denen I’ve Been Around Enough to Know (1984), Country Girls (1985), What’s a Memory Like You und You’re the Last Thing I Needed Tonight (beide 1986) die Spitzenposition erreichten. 1981 und 1985 wurde er jeweils für den Nachwuchspreise der CMA und ACM Awards nominiert. I’ve Been Around Enough to Know erhielt bei den ACMs außerdem Nominierungen für die Single und den Song des Jahres. Der Höhepunkt war für Schneider erreicht, als auch sein Album A Memory Like You Platz eins der Country-Charts erreichte. Nach 1987 gelangen ihm keine Hits mehr und er verlor seinen Plattenvertrag.
Erst 1996 nahm er mit dem Album Worth the Wait seine Karriere als Country-Sänger wieder auf. Seit den 2010er Jahren hat er sich wieder verstärkt seiner Musikkarriere gewidmet und eine ganze Reihe von Alben und Kompilationen veröffentlicht, darunter auch Werke mit christlichen Themen. 2014 entstand ein Weihnachtsalbum mit seinem Duke-Serienkollegen Tom Wopat.
Von November bis Dezember 2023 nahm Schneider als „Donut“ an der zehnten Staffel der US-amerikanischen Version von The Masked Singer teil, in der er den zweiten Platz erreichte.
Im Jahr 1995 gründete er die Produktionsfirma FaithWorks Productions, die familienorientierte Formate produziert.

## Privat

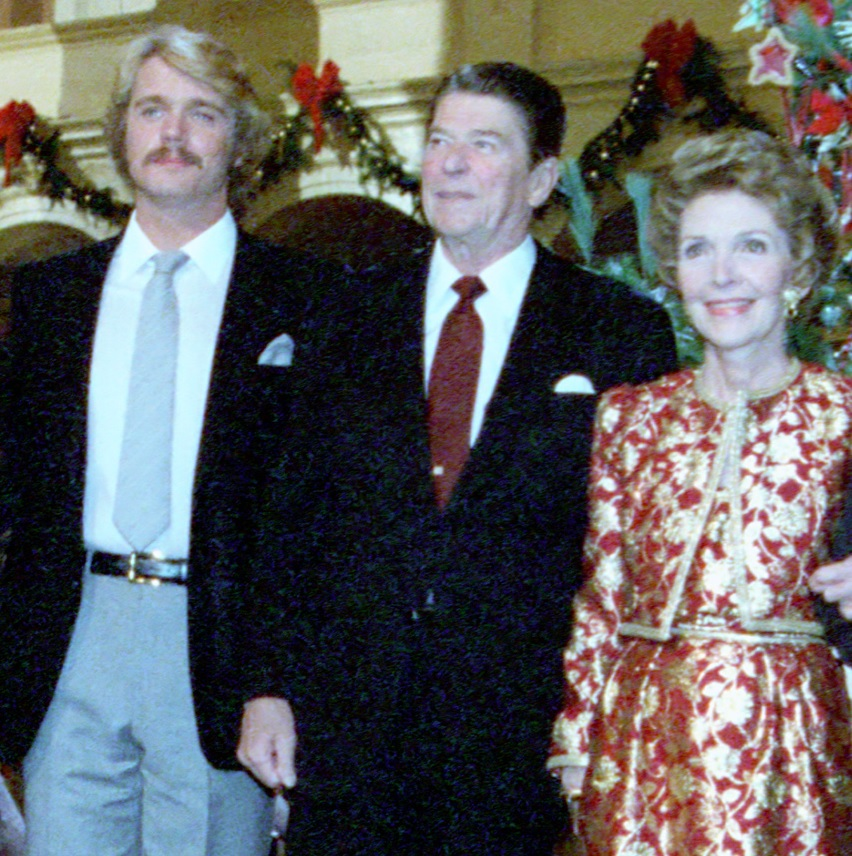
Schneider mit dem damaligen US-Präsidenten Ronald Reagan und dessen Frau Nancy, 1982

John Schneider, dessen Eltern deutscher Abstammung sind, besuchte die North Springs High School in Atlanta, Georgia. Von 1983 bis 1986 war er mit der Miss America von 1976 Tawny Elaine Godin verheiratet. Im Jahr 1993 heiratete er Elly Castle. Auch diese Ehe wurde geschieden. 2018 wurde Schneider kurzzeitig festgenommen, nachdem er versäumt hatte, den Unterhalt für seine Ex-Frau zu bezahlen. 2019 heiratete er die Filmproduzentin Alicia Allain. Schneider ist Vater von drei Kindern.
Privat setzt sich Schneider mit seiner Ex-Frau Tawny Elaine Godin, für notleidende Kinder ein. So gründete er 1982 zusammen mit Marie Osmond das Children’s Miracle Network. 
Schneider ist Republikaner und Anhänger von Donald Trump. Am 21. Dezember 2023 schrieb er in einem kritisierten und kurz darauf gelöschten Kommentar auf X, dass US-Präsident Joe Biden und sein Sohn des Hochverrats schuldig seien und „öffentlich gehängt werden sollten“. Schneider bestritt zu Gewalt aufgerufen zu haben.

## Filmografie (Auswahl)

### Filme
- 1977: Ein ausgekochtes Schlitzohr (Smokey and the Bandit)
- 1981: Das Haus meiner Träume (Dream House, Fernsehfilm)
- 1983: Kopfjagd (Eddie Macon’s Run)
- 1985: American Scorpion
- 1986: Höllenfahrt nach Lordsburg (Stagecoach) (Fernsehfilm)
- 1987: Und plötzlich war Weihnachten (Christmas Comes to Willow Creek)
- 1989: Cannonball Fieber – Auf dem Highway geht’s erst richtig los (Speed Zone!)
- 1989: Helden USA IV (Ministry of Vengeance)
- 1990: Grand Slam (Fernsehfilm)
- 1992: Eiskalter Herzensbrecher (Highway Heartbreakers, Fernsehfilm)
- 1993: Come the Morning
- 1994: Undercover Cops (Exit to Eden)
- 1995: The Little CHP
- 1996: Twisters – Die Nacht der Wirbelstürme (Night of the Twisters)
- 1997: True Women (Fernsehfilm)
- 1999: Schatten des Ruhms – Die Michael-Landon-Story (Michael Landon, the Father I Knew)
- 2000: Schneefrei (Snow Day)
- 2001: Wenn die Welt untergeht – Das Wetter-Inferno (Lightning: Fire from the Sky)
- 2002: Eine Mami zu Weihnachten (Mary Christmas, Fernsehfilm)
- 2003: The Nick at Night Holiday Special (Fernsehfilm)
- 2004: 10.5 – Die Erde bebt (10.5)
- 2006: Hidden Secrets
- 2007: Lake Placid 2 (Fernsehfilm)
- 2007: Sydney White – Campus Queen (Sydney White)
- 2008: Shark Swarm – Angriff der Haie (Shark Swarm)
- 2008: Conjurer – Manche Sünden werden nicht vergessen (Conjurer)
- 2008: Monster Village – Das Dorf der Verfluchten (Ogre)
- 2009: Lieber verliebt (The Rebound)
- 2009: Come Dance At My Wedding
- 2010: Holyman Undercover
- 2011: Snow Beast – Überleben ist alles (Snow Beast)
- 2011: Supershark (Super Shark)
- 2012: Hardflip – Sprung ins Leben (Hardflip)
- 2012: October Baby
- 2013: Season of Miracles
- 2014: 10.000 Days (10,000 Days)
- 2014: Let the Lion Roar
- 2015: Runaway Hearts
- 2015: A Gift Horse
- 2016: My Father, Die
- 2016: Exit 14
- 2017: Demons
- 2019: Zurück zu den Weihnachtssternen (Christmas Star)
- 2020: Switched
- 2021: The Stairs
- 2022: Mysterious Circumstance: The Death of Meriwether Lewis
- 2023: The Confession Musical

### Fernsehserien
- 1979–1985: Ein Duke kommt selten allein (The Dukes of Hazzard, 128 Folgen)
- 1989: Paradise (Folge 2x01)
- 1992: Delta (Folge 1x07)
- 1993: Ein Strauß Töchter (Sisters, Folge 3x17)
- 1994: Einmal Himmel und zurück (Heaven Help Us, 13 Folgen)
- 1995, 2001: Ein Hauch von Himmel (Touched by an Angel, Folgen 2x06, 7x24–7x25)
- 1996–2000: Diagnose: Mord (Diagnosis Murder, drei Folgen)
- 1996: Kung Fu – Im Zeichen des Drachen (Kung Fu: The Legend Continue, Folge 4x05)
- 1997–1998: Dr. Quinn – Ärztin aus Leidenschaft (Dr. Quinn, Medicine Woman, 16 Folgen)
- 1998: JAG – Im Auftrag der Ehre (JAG, Folge 4x08)
- 1999: Walker, Texas Ranger (Folge 7x22)
- 2000–2001: Relic Hunter – Die Schatzjägerin (Relic Hunter, Folgen 1x12, 2x12)
- 2001–2011: Smallville (103 Folgen)
- 2006: Rodney (Folge 2x15)
- 2007: Journeyman (Folge 1x08)
- 2007–2009: Nip/Tuck – Schönheit hat ihren Preis (Nip/Tuck, fünf Folgen)
- 2008: CSI: Miami (Folge 6x18)
- 2008–2009: The Secret Life of the American Teenager (15 Folgen)
- 2009: CSI: Vegas (CSI: Crime Scene Investigation, Folge 9x15)
- 2009–2010: 90210 (fünf Folgen)
- 2009: Dirty Sexy Money (Folge 2x11–2x13)
- 2010: Leverage (Folge 3x06)
- 2010–2011: Hot in Cleveland (drei Folgen)
- 2010: Desperate Housewives (vier Folgen)
- 2010–2013: Hero Factory (acht Folgen)
- 2011: Glee (Folge 3x08)
- 2012: Happily Divorced (Folge 2x07)
- 2013: Mistresses (Folgen 1x01, 1x03)
- 2013–2021: The Haves and the Have Nots (145 Folgen)

### Zeichentrickserien
- 1983: The Dukes (sieben Folgen) … als Bo Duke
- 2001, 2003: Die Mumie – Das Geheimnis der Mumie (The Mummy: The Animated Series, 25 Folgen) … als Rick O’Connell
- 2006: King of the Hill (Folge 10x07) … als The Ace
- 2010–2011: Phineas und Ferb (Phineas and Ferb, zwei Folgen) … als Wilkins Brother # 1

## Diskografie

### Studioalben
| Jahr | Titel                | Höchstplatzierung, Gesamtwochen, AuszeichnungChartsChartplatzierungen (Jahr, Titel, Platzierungen, Wochen, Auszeichnungen, Anmerkungen) | Anmerkungen                |
| Jahr | Titel                | US | Anmerkungen                |
| ---- | -------------------- | --- | -------------------------- |
| 1981 | Now or Never         | US37 (22 Wo.)US | Erstveröffentlichung: 1981 |
| 1981 | White Christmas      | US155 (7 Wo.)US | Erstveröffentlichung: 1981 |
| 1984 | Too Good to Stop Now | US111 (12 Wo.)US | Erstveröffentlichung: 1984 |

### Singles
| Jahr | Titel Album                    | Höchstplatzierung, Gesamtwochen, AuszeichnungChartsChartplatzierungen (Jahr, Titel, Album, Platzierungen, Wochen, Auszeichnungen, Anmerkungen) | Anmerkungen                          |
| Jahr | Titel Album                    | US | Anmerkungen                          |
| ---- | ------------------------------ | --- | ------------------------------------ |
| 1981 | It’s Now or Never Now or Never | US14 (19 Wo.)US | Erstveröffentlichung: Mai 1981       |
| 1981 | Still Now or Never             | US69 (5 Wo.)US | Erstveröffentlichung: September 1981 |
| 1982 | Dreamin’ Quiet Man             | US45 (8 Wo.)US | Erstveröffentlichung: Mai 1982       |
| 1982 | In the Driver’s Seat Quiet Man | US72 (6 Wo.)US | Erstveröffentlichung: August 1982    |

### Weitere Veröffentlichungen
- 1982: Quiet Man
- 1983: If You Believe
- 1985: Tryin’ to Outrun the Wind
- 1985: A Memory Like You
- 1986: Take the Long Way Home
- 1987: You Ain’t Seen the Last of Me
- 1987: Greatest Hits
- 1996: Worth the Wait
- 2009: John’s Acoustic Christmas
- 2014: Home for Christmas (mit Tom Wopat)
- 2016: Ruffled Skirts
- 2021: Truck On